# Раджмахал
Раджмахал (англ. Rajmahal, хинди राजमहल, бенг. রাজমহল «Царский район») — город на берегу Ганга в округе Сахибгандж индийского штата Джаркханд. Город известен историческими сооружениями эпохи мусульманских правителей Индии.
Численность населения составляет 17974 человека (по состоянию на 2001 год).

## История
Во времена мусульманских правителей город был известен как Демен-е-Хо (англ. Daman-i-Khoh).
В 1592 году Ман Сингх I, вернувшись после подавления мятежа Насир-хана и завоевания Ориссы, назвал город Раджмахалом, а в 1595 году сделал его столицей Бенгальской субы.

## Галерея

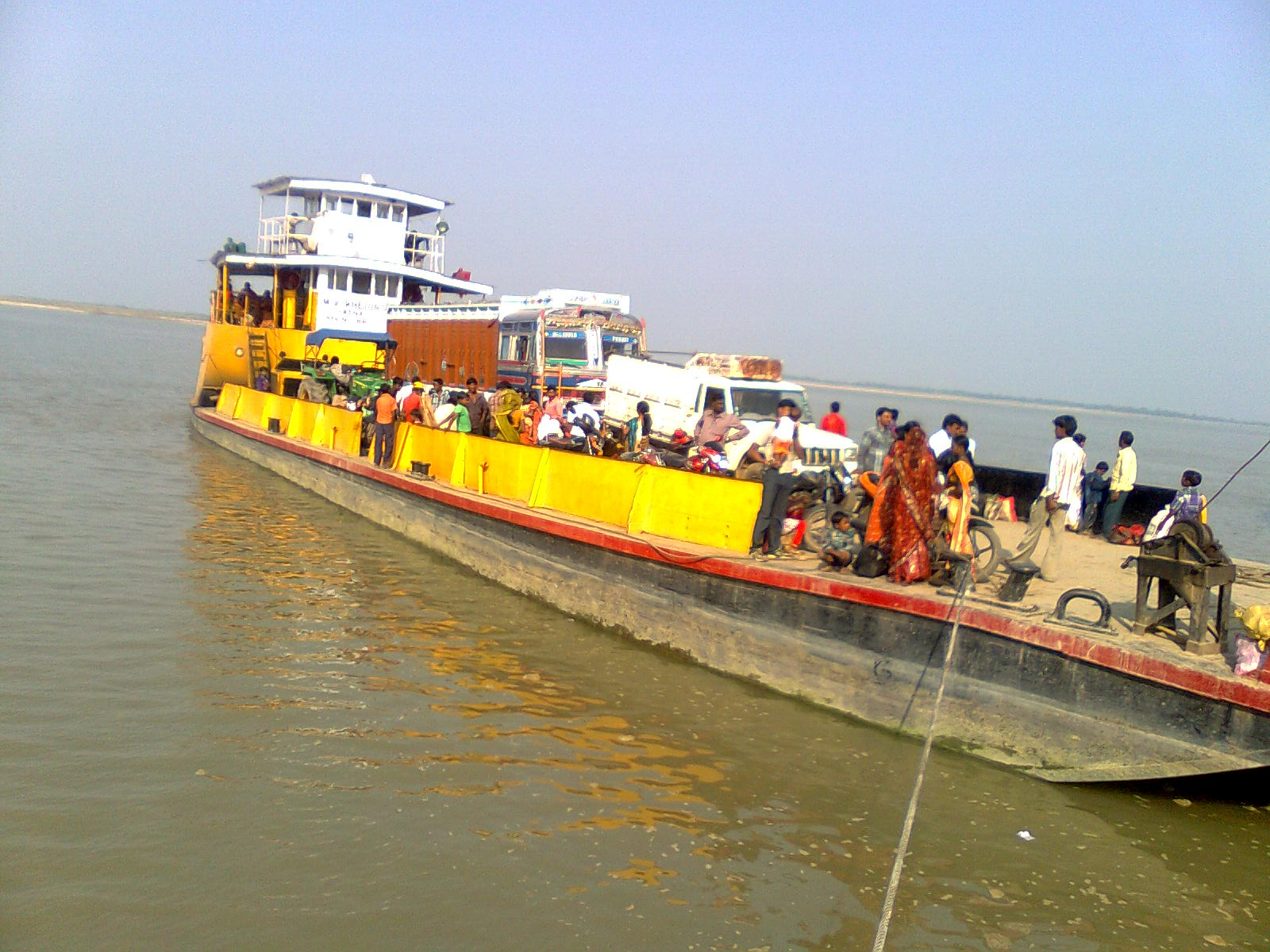
Паром у пристани Раджмахала
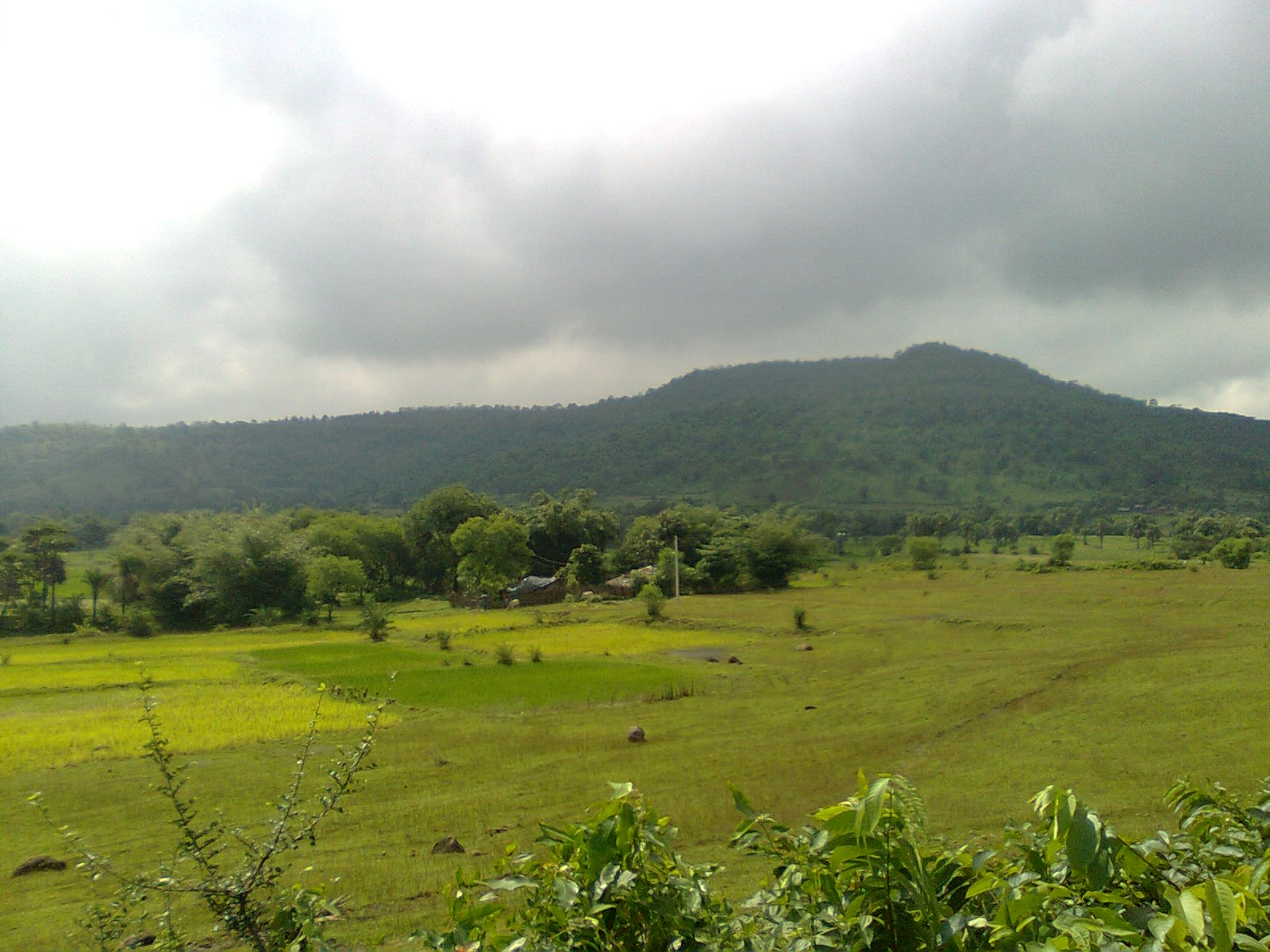
Горы вблизи Раджмахала
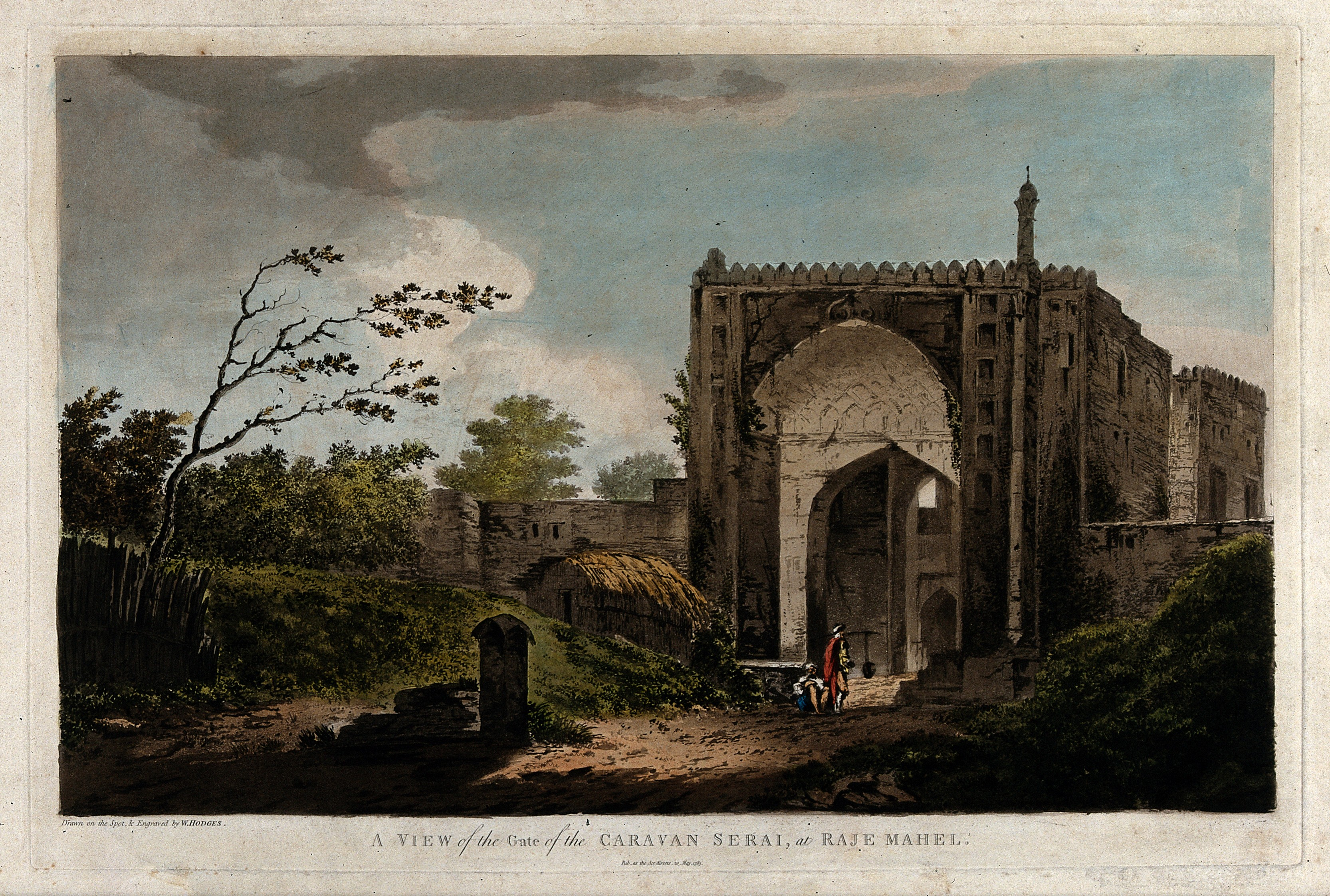
Ворота в Раджмахал, картина Уильяма Ходжеса (1785)
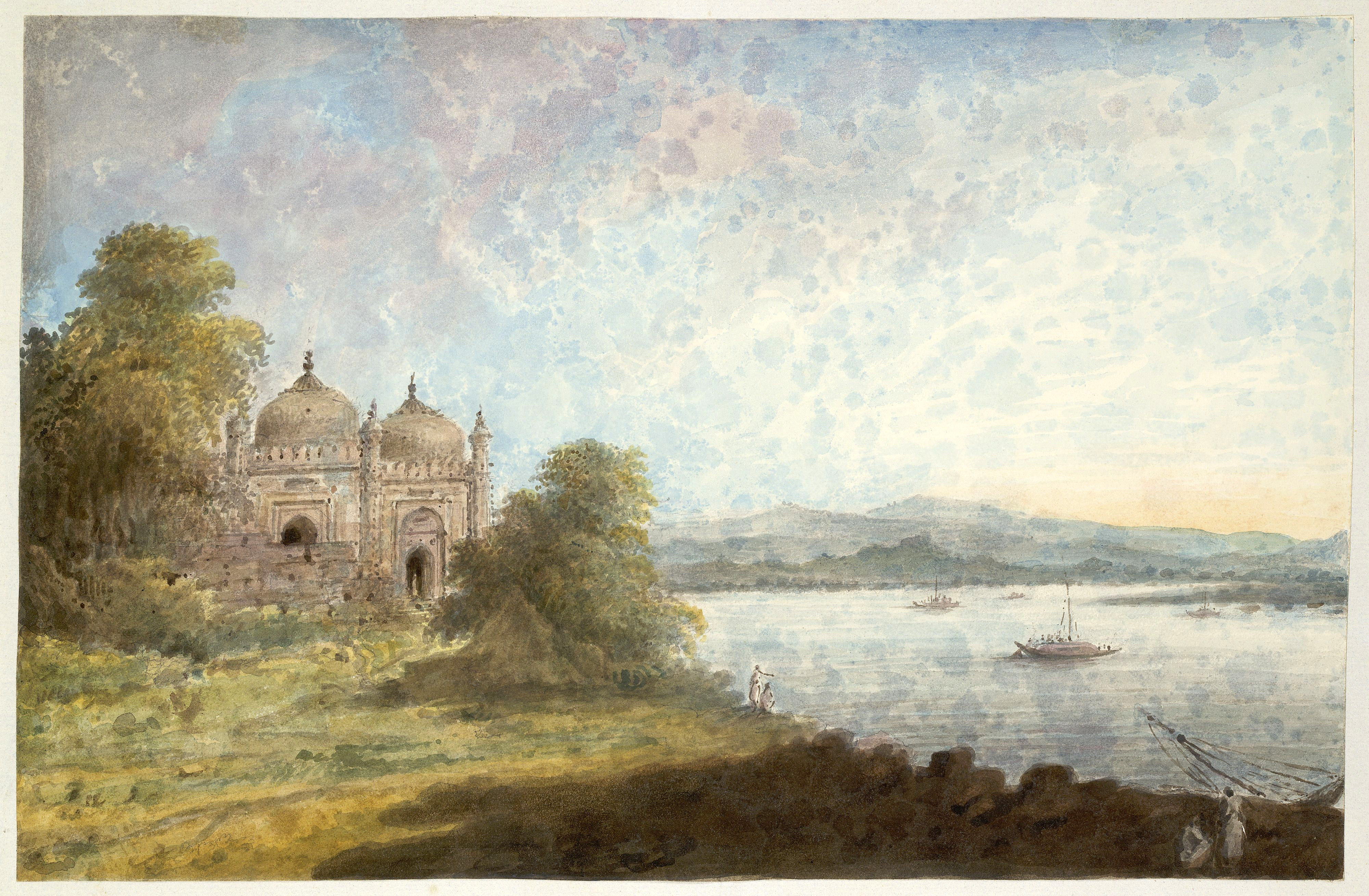
Мечеть Акбери в Раджмахале 1592—1607, картина Зиты Рам (1804)